# 海因里希二世 (霍爾斯坦-倫茨堡)
海因里希二世（德語：Heinrich II.，1317年—1384年），霍爾斯坦-倫茨堡伯爵，1340年至1384年在位。
海因里希的父親是霍爾斯坦-倫茨堡伯爵格哈德三世，母親是韋爾勒勳爵尼庫勞斯二世的女兒索菲。

## 家庭
1366年，海因里希與瑞典國王阿爾伯特的妹妹英格堡結婚，兩人共有3子1女：
- 格哈德（1367年—1404年）
- 阿爾布雷希特（英语：Albert II, Count of Holstein-Rendsburg）（1369年—1403年）
- 海因里希（英语：Henry III, Count of Schauenburg-Holstein）（1372年—1421年）
- 索菲亞（1375年—1450年），波美拉尼亞公爵夫人